# Klaus Bugdahl
Klaus Bugdahl (né le 24 novembre 1934 à Berlin et mort le 15 août 2023 à Wiesbaden (Hesse)) est un coureur cycliste allemand. Il a notamment brillé dans les courses de six jours, avec un total de 37 victoires entre 1958 et 1973. Il a également été champion d'Allemagne sur route en 1958.

## Biographie
Klaus Bugdahl commence sa carrière professionnelle en septembre 1956. L'année suivante, il rejoint l'équipe allemande Torpedo. Il se spécialise dans le cyclisme sur piste, et devient champion d'Allemagne de poursuite individuelle, un titre qu'il a déjà remporté chez les amateurs. En 1958, il devient champion d'Allemagne de vitesse par équipes, et remporte également le titre sur route, sa principale victoire sur route. La même année, il remporte à Berlin ses premiers six jours. Au cours de sa carrière, il remporte 37 victoires aux six jours en 23 participations. Il compte notamment parmi ses partenaires Eddy Merckx, Patrick Sercu, Hans Junkermann, Rudi Altig ou encore Dieter Kemper. Il gagne en particulier neuf fois les six jours de Berlin en douze éditions. 
Entre 1959 et 1971, Bugdahl remporte également deux titres de champion d'Allemagne et cinq titres de champion d'Europe de course à l'américaine. Il met fin à sa carrière en 1977 après vingt ans de carrière. 
En 1981 et 1982, il occupe le poste de directeur sportif au sein de l'équipe Kotter.

## Palmarès sur piste

### Championnats d'Europe
- Champion d'Europe de l'américaine en 1959 (avec Valentin Petry), 1960 (avec Hans Junkermann), 1962 (avec Fritz Pfenninger), 1966 (avec Sigi Renz) et 1971 (avec Dieter Kemper)

### Championnats nationaux
- Champion d'Allemagne de poursuite par équipes amateurs en 1954
- Champion d'Allemagne de poursuite amateurs en 1956
- Champion d'Allemagne de poursuite en 1957
- Champion d'Allemagne de vitesse par équipes en 1958
- Champion d'Allemagne de l'américaine en 1959 (avec Valentin Petry) et 1963 (avec Sigi Renz)

### Courses de Six Jours
- Six Jours de Berlin : 1958 (avec Gerrit Schulte), 1960 (avec Rik Van Steenbergen), 1960 (avec Fritz Pfenninger), 1963, 1964 et 1966 (avec Sigi Renz), 1967 (avec Peter Post), 1969 (avec Dieter Kemper) et 1970 (avec Jürgen Tschan)
- Six Jours de Dortmund : 1959 (avec Rik Van Steenbergen), 1960 (avec Hans Junkermann), 1963 (avec Sigi Renz) et 1971 (avec Dieter Kemper)
- Six Jours de Cologne : 1959 (avec Valentin Petry), 1960 (avec Hans Junkermann) et 1967 (avec Patrick Sercu)
- Six Jours d'Anvers : 1959 (avec Gerrit Schulte et Peter Post) et 1970 (avec René Pijnen et Peter Post)
- Six Jours de Francfort : 1961 et 1962 (avec Fritz Pfenninger) et 1966 (avec Patrick Sercu)
- Six Jours d'Essen : 1962 (avec Fritz Pfenninger) et 1965 (avec Peter Post et Jan Janssen)
- Six Jours de Zurich : 1962 et 1968 (avec Fritz Pfenninger), 1969 (avec Dieter Kemper), 1971 (avec Dieter Kemper et Louis Pfenninger) et 1973 (avec Graeme Gilmore)
- Six Jours de Montréal : 1965 (avec Klemens Grossimlinghaus)
- Six Jours de Münster : 1967 (avec Patrick Sercu), 1968 (avec Rudi Altig), 1970 (avec Alain Van Lancker) et 1971 (avec Dieter Kemper)
- Six Jours d'Amsterdam : 1968 (avec Jan Janssen)
- Six Jours de Groningue : 1971 et 1972 (avec Dieter Kemper)
- Six Jours de Los Angeles : 1973 (avec Graeme Gilmore)

## Palmarès sur route
- 1951
  - 2e du championnat d'Allemagne du contre-la-montre par équipes juniors
- 1957
  - GP Veith
  - 3e du Trophée des trois pays
- 1958
  -  Champion d'Allemagne sur route
  - 10e du championnat du monde sur route
- 1959
  - 1re étape du Tour de l'Oise
  - 3e du Tour de l'Oise
- 1960
  - 3e du Tour d'Allemagne
- 1963
  - Tour de l'Oise :
    - Classement général
    - 2e étape (contre-la-montre par équipes)

  - 7e étape du Tour de Suisse
  - 9e du Tour de Suisse
- 1972
  - 3e du championnat d'Allemagne sur route